# Windows預先安裝環境
Windows预先安装环境（英語：Microsoft Windows Preinstallation Environment，简称  或 ），是Microsoft Windows的輕量版本，主要提供個人電腦開發商（主要為OEM廠商）、工作站、伺服器打造客製化的作業系統環境，或系統離線時進行故障排除來使用，以取代格式較舊的MS-DOS啟動磁片／啟動光碟。其可理解为 Windows的Live CD或子系統，系統核心採用32位元/64位元。由於硬體需求不大，因此便於儲存在光碟、隨身碟等各種可攜式儲存裝置中。
Windows PE最初是設計給個人電腦開發商使用，以便於電腦生產時將Windows預裝入內，但目前也以捆包的方式提供給一般的軟體開發者使用，目前從Windows XP以及之後的 Windows 公開版本都有支援，現在通過Windows ADK（WADK）可以免費廣泛使用。

## 特点
- WinPE是簡化版的Microsoft Windows，放在一片可直接啟動的CD或DVD光碟或者隨身碟，以載入到記憶體的方式執行。特點是啟動時出現此版本Windows PE简化自之原版本的啟動畫面，以及出現簡單的圖形介面（GUI），亦能執行Internet Explorer。相比完整的Windows，Windows PE功能有限，主要用於系統維護。
- WinPE支援網路，但只附帶以下工具：命令提示字元、記事本和一些維護工具。
- WinPE初衷只是方便企業製造自訂的Microsoft Windows，因此市面上並沒有出售（但允许无偿外发）。
- 在微軟的批准下，其他軟體公司可附上自己的軟體於WinPE，令啟動電腦時候執行有關的程式。這些軟體通常是系統維護，在電腦不能正常運作的情況下，可運用有關的系統維護軟體修復電腦。維護軟體包括Symantec Norton Ghost CPU-Z等等。
- 基於Windows NT 6.0之後的Windows，包含但不限於Windows Vista、Windows 7、Windows 8、Windows 10和Windows 11的安裝程式，亦是基於WinPE上執行。從Vista之後，Windows的安裝方式基本一致。且在「安裝 Windows」界面上按下Shift+F10，可開啟「命令提示字元」。
- WinPE大多被OEM廠商所使用，舉例來說就像剛買回來的品牌套裝電腦，不需要完全從頭安裝作業系統，而是從完成安裝開始。OEM廠商可以自定系統安裝完成後，執行安裝驅動程式的動作、修改『電腦』中的OEM商標、安裝輔助程式。簡單來說WinPE的作用是使用在大量的電腦安裝（同規格之電腦），以達到快速且一致性的安裝。
- 因为和电脑中的系统没有关联，可以任意添加、修改或复制系统文件，甚至可以格式化电脑中系统所在的磁盘，这种优势使得PE可以深入操作系统檔案。

## 衍生产品

### Windows恢复环境（WinRE）
从Windows Vista开始，微软基于WinPE开发了新的Windows恢复环境（WinRE）来取代之前XP时代的故障恢复控制台。默认情况下，在系统多次正常启动失败后，引导程序就会放弃正常启动操作系统、转而去启动WinRE，然后用户就可以利用WinRE执行系统还原、从之前的备份镜像恢复等操作，也可以使用命令提示符来备份文件、运行其他工具软件。不少OEM厂商也会对WinRE进行二次开发，利用WinRE给用户提供“一键恢复”等功能。
WinRE的功能在Windows 8中得到了很大的增强，引入了一键初始化系统（又名重置系统、恢复出厂、Push-Button Reset等）功能，可以帮助用户一键完成系统重装工作，同时用户又可以选择是否保留文档、桌面等个人文件。如果用户选择了保留个人文件，重装完成后，旧操作系统文件被转移至Windows.old中，用户可以选择使用磁盘清理工具将其删除。除了选择保留个人文件，用户也可以选择彻底擦除数据（还可以进一步选择是只擦除系统所在的分区，还是擦除整个硬盘）。

### 诊断与恢复工具包（DaRT）
Winternals公司曾经利用WinPE开发出了很受系统管理员欢迎的ERD Commander系列启动光盘，包含锁匠（Locksmith，可以强制清除管理员密码）、系统文件修复、补丁卸载、崩溃分析器等工具。在Winternals公司被微软收购后，微软就在它的基础上推出了诊断与恢复工具包（DaRT）。系统管理员可以使用微软桌面优化包（MDOP）定制、生成DaRT镜像，然后在需要执行维护、修复操作的机器上启动DaRT环境。

### 修改版WinPE
Windows部署工具（ADK）可以生成WinPE镜像，但是这种WinPE的功能十分有限，开机后只有一个命令提示符窗口。对于不太熟悉技术的绝大多数普通个人用户来说，这种WinPE的功能局限太大、易用性也太差。
微软允许用户对WinPE进行比较灵活的功能定制。不过，微软一直将WinPE、WinRE视为用途被严格限制的产品，为此，WinPE被加入了连续使用72小时就会强制重启等多种功能限制，尤其是很多常用的系统功能和组件也被删减（而且不提供直接的补回手段），比如Windows Explorer（负责显示桌面环境中任务栏、图标、开始菜单等元素，同时也负责管理文件资源的程序）、WoW64（让64位系统支持32位应用程序的子系统）等等，这就让用户感到明显的使用不便。尽管微软的文档中有提到用户可以配置其他壳层应用来替代默认的命令提示符窗口，但很显然,这样一般还是很难完全覆盖Windows Explorer的功能。因此，坊间一直有技术爱好者在论坛、博客等处进行探讨、研究，试图破解功能限制、把被移除的功能重新补回。
其中，不少熟悉修改、破解技术的爱好者发佈了补回Explorer、捆绑各种工具软件（如DiskGenius、NTPWEdit等）的修改版WinPE映像，受到了不少计算机爱好者和维修技工的欢迎，使这类WinPE广为流传。不过，这些修改版WinPE也大都存在版权问题。
WinPE原本是完全加载到内存中运行的，这样就可以完全摆脱WinPE系统运行中需要占用、读写磁盘的依赖。换句话说，就是在WinPE启动后，即便将搭载它的光盘/U盘等介质直接弹出，也不会影响WinPE系统本身的正常运作。但是，有些修改版WinPE因为打包了太多工具软件的缘故，要把所有数据都加载进内存，会拖慢WinPE加载启动的速度；而且，在内存容量较小的电脑上可能面临困难。因此，不少修改版WinPE制作者将镜像分为两个部分，一部分像以前一样，会被引导器完整读取、加载到内存（这个部分被一些WinPE制作者称为“内核”，很显然，此“内核”并非计算机科学术语“内核”）；另一部分则是在WinPE系统完成基本的启动过程后，再被挂载到系统上（类似地，这个部分被一些WinPE制作者称为“外壳”，此“外壳”也并非上文提到的计算机科学术语“壳层”），其中的文件数据并不会被完整加载到内存，而是按需读取。
后来在中国，这类修改版WinPE又衍生出了涉及灰色产业的“商业PE”，用户在使用这种WinPE重装系统时，其中暗藏的后门就会在新装好的系统內安裝流氓软件甚至是木马病毒。然后，在用户日常使用系统的过程中，这些被安裝的流氓软件或木马病毒就可以给一些广告统计平台回傳统计数据，進而對於此WinPE的作者带来推广收入；还可能成為被作者惡意操纵、用做DDoS攻击的“殭屍電腦”。

## 版本
已知存在以下版本：
| 版本号           | 介绍 |
| ---------------- | --- |
| 1.0              | 第一版 Windows PE，基於 Microsoft Windows XP RTM                                                                |
| 1.1              | 基於 Microsoft Windows XP Service Pack 1（SP1）                                                                 |
| 1.2              | 基於 Microsoft Windows Server 2003 RTM                                                                          |
| 1.5              | 基於 Microsoft Windows XP Service Pack 2（SP2）                                                                 |
| 1.6              | 基於 Microsoft Windows Server 2003 Service Pack 1（SP1）                                                        |
| 2.0              | 基於 Microsoft Windows Vista，此版本不再需要从硬盘加载文件，意味着文件大小现在为 992 MB，而非之前版本的 60 MB。 |
| 2.1              | 基于 Microsoft Windows Server 2008 Service Pack 1（SP1）                                                        |
| 2.2              | 基于 Microsoft Windows Server 2008 Service Pack 2（SP2）                                                        |
| 3.0              | 基于 Microsoft Windows 7 代码库，被包含于 Windows ADK 2.0                                                       |
| 3.1              | 基于 Microsoft Windows 7 SP1 代码库，被包含与 Windows ADK 补充更新中                                            |
| 4.0              | 基于 Microsoft Windows 8 代码库，被包含于 Windows 8 的 Windows ADK                                              |
| 5.0              | 基于 Microsoft Windows 8.1 代码库，被包含于 Windows 8.1 的 Windows ADK                                          |
| 5.1              | 需要手动应用的 5.0 版本的更新                                                                                   |
| 10.0.10240.16384 | 基於 Windows 10 代码库，它包含在 Windows 10 1507 版本的 Windows ADK 中。                                        |
| 10.0.10586.0     | 基于 Windows 10 1511 代码库，被包含于 Windows 10 1511 版本的 Windows ADK 中                                     |
| 10.0.14393.0     | 基于 Windows 10 1607 代码库，被包含于 Windows 10 1607 版本的 Windows ADK 中                                     |
| 10.0.15063.0     | 基於 Windows 10 1703 代码库                                                                                     |
| 10.0.16299.15    | 基于 Windows 10 1709 代码库                                                                                     |
| 10.0.17134.1     | 基于 Windows 10 1803 代码库                                                                                     |
| 10.0.17763.1     | 基于 Windows 10 1809 代码库                                                                                     |
| 10.0.18362.1     | 基于 Windows 10 1903 代码库                                                                                     |
| 10.0.19041.1     | 基于 Windows 10 2004 代码库                                                                                     |
| 10.0.20348.1     | 基於 Windows Server 2022                                                                                        |
| 10.0.22000.1     | 基于 Windows 11 代码库，支持 x86 和 ARM32 体系架构的最后版本。                                                  |
| 10.0.22621.1     | 基于 Windows 11 22H2 代码库                                                                                     |
| 10.0.25398.1     | 基於 Windows 11 23H2 代码库                                                                                     |
| 10.0.26100.1     | 基于 Windows 11 24H2 代码库                                                                                     |

## 外部連結
- Windows PE Technical Reference （页面存档备份，存于）
- Create a Bootable Windows PE CD-ROM （页面存档备份，存于）
- Windows Automated Installation Kit for Windows 7 (contains Windows PE 3.0) （页面存档备份，存于）
- Windows Preinstallation Enviroment Technical Overview